# Ty jsi, Pane, v každém chrámě
Ty jsi, Pane, v každém chrámě (slovensky Ty si, Pane, v každom chráme) je původně slovenská mešní píseň, převzatá do českého jednotného kancionálu, kde má číslo 523, ze slovenského Jednotného katolického zpěvníku (číslo 257). Melodii složil Mikuláš Schneider-Trnavský, slovenský text napsal Ladislav Hohoš a pro českou verzi byl upraven. V české podobě má po jedné sloce pro vstup, před evangeliem a při obětním průvodu, dvě k přijímání a jednu na závěr.